# Bíró Imre (orvos)
Bíró Imre (Nagyvárad, 1905. október 9. – Budapest, 2000. október 19.) szemészorvos, orvostörténész, az orvostudományok kandidátusa (1957), doktora (1978), egyetemi magántanár. Testvére Bíró József (1907–1945) művészettörténész.

## Élete
Bíró (Braun) Márk (1879–1945) gimnázium igazgató és Hirschl Mária (1882–1969) gyermekeként született zsidó családban. Középiskolai tanulmányait szülővárosában végezte, majd a Pázmány Péter Tudományegyetem orvosi karának hallgatója lett és 1931-ben oklevelet szerzett. Nagy hatással volt rá Grósz Emil szemészorvos, aki meghívta őt a Mária utcai klinikára, ahol 1931. szeptember 1-jétől öt évig dolgoztak együtt. Ez az időszak meghatározta későbbi pályáját, s több alkalommal is emléket állított mesterének. 1939-ig maradt a Klinikán, de ekkor politikai nyomásra a főnöke távozásra szólította fel.
A Pesti Izraelita Hitközség Szabolcs utcai Kórházának szemészeti ambulanciájára került. 1941 és 1944 között munkaszolgálatosként a Fiumei úti Magdolna Kórház röntgenosztályán kapott beosztást, innen átmenetileg több ízben kirendelték fizikai munka végzésére, azonban szerencsésen mindig visszakerült a Magdolna Kórházba. Itt érte a háború vége, s visszatérhetett a Mária utcai klinikára. Apja és fivére a holokauszt áldozatai lettek. Amikor 1946-ban az Illés utcai Állami Szemkórházból I. számú Szemklinika lett és Horay Gusztávot kinevezték igazgatónak, Bíró követte őt az újonnan szervezett klinikára. 1946-ban magántanári címet kapott. 1949-ben szorgalmazta a Szemészet című folyóirat újraindítását, amelynek 1952-ig szerkesztője is volt.
1951-ben felkérték, hogy szervezze meg az Országos Sportegészségügyi Intézetben a szemészeti rendelést repülőorvosi vizsgálatokhoz. 1951 és 1975 között az intézmény főorvosaként dolgozott. Szerkesztője volt a havonta megjelenő Sportkórházi Figyelőnek és szervezője a kórház rendszeres tudományos üléseinek. Nyugdíjasként is a kórház kötelékében maradt, s az 1952 óta folyamatosan végzett Onkológiai Intézeti szemész szaktanácsadói feladatait továbbra is ellátta. 1957-ben kandidátusi, 1978-ban doktori fokozatot szerzett. Az öröklött szembetegségek nemzetközileg elismert szakértője volt. Jelentős eredményeket ért el a degeneratio pigmentosa retinae és a glaukóma gyógyítása területén. Fontosak a szemészeti genetikára vonatkozó és a szemfenék érjelenségeivel kapcsolatos kutatásainak az eredményei. Sokat foglalkozott a szemfenéki érelváltozásokkal, azok diagnosztikai értékelésével. Megfigyeléseit külföldi szaklapokban németül, angolul és franciául jelentette meg.
Tiszteletbeli tagja volt a Magyar Szemorvostársaságnak, a Magyar Orvostörténelmi Társaságnak és a Federation Mondiale de Neurologie neurológia szekciójának.
A Kozma utcai izraelita temetőben nyugszik (4-45-5).

## Magánélete
Felesége Luy Georgina Zsuzsanna, Györgyi (1914–1997) volt, dr. Luy György ügyvéd és Perlmutter Blanka lánya, akit 1937. július 21-én Budapesten vett nőül. Fia Bíró Ádám.

## Főbb művei
- Az adaptatioról (Budapest, 1945)
- Adatok az astigmia öröklődéséhez (Budapest, 1947)
- Grósz Emil és orvostudományunk nemzetközi kapcsolatai (Budapest, 1947)
- Szemészeti tanulmányok (társszerzőkkel., Budapest, 1948)
- A degeneratio pigmentosa retinae kérdésének mai állása (Budapest, 1948)
- Adatok az ideghártya központi elfajulásának klinikumához (Budapest, 1964)
- Egy klinika nem halhat meg. Grósz Emil arcképéhez (Budapest, 1964)
- Az öregedő szem problémái (Budapest, 1970)
- Szemészet (Budapest, 1973)
- Adatok a magyar kultúra zsidó mártírjainak történetéhez. Scheiber Sándor (szerk.): Évkönyv (Budapest, 1974)
- Öröklődő szembetegségek (Budapest, 1977)

## Díjai, elismerései
- Érdemes Orvos (1963)[4]
- Dalmady Zoltán-emlékérem (1970)
- Hirschler-emlékérem (1974)[5]
- Munka Érdemrend arany fokozata (1975)
- Magyar Népköztársasági Sportérdemérem bronz fokozata (1977)
- Markusovszky-díj (1981)[6]